# Fiat SPA Dovunque 33
A Fiat 612 Dovunque 33 egy terepjáró kisteherautó, mely köztes modell a Fiat 611 és a Fiat SPA Dovunque 35 között. Elsősorban az Etióp háborúban használta az olasz királyi hadsereg.

## Története
1931-ben a Fiat modernebb haszonjárművek kifejlesztésébe kezdett, hogy teherautókkal tudja ellátni a királyi gyarmati hadsereget. A három tengelyesre tervezett teherautó legfontosabb kitétele volt, hogy minden terepen tudjon közlekedni. Legfontosabb feladata a tüzérezredek és ágyúk vontatása valamint a szállítási feladatok ellátása és a kapcsolattartás az előretolt egységekkel. 1935-ben 82 darabot bevetettek Etiópiában. A tapasztalatok alapján a Fiat javított a motoron mert túlságosan lassú és nehezen karbantartható volt. Bár a fejlettebb Autotrasporto blindato SPA Dovunque 35 modell prototípusát már 1935 szeptemberében bemutatták, a fejlesztés késlekedése miatt még 1936-ban is gyártották.

## Felépítése
A teherautót kapcsolható hátsó dupla tengelyes meghajtással szerelték 6x4 kerékképlettel. Oldalain két tartalék, azaz mankó kerék volt meghajtás nélkül elhelyezve 250mm-re a talajtól annak érdekében, hogy megkönnyítsék az akadályok leküzdését, akárcsak a Fiat Dovunque 35 Protetto páncélozott teherautó esetében. A sebességváltó szekvenciális volt, manuálisan vezérelhető nyolc előremeneti és két hátrameneti fokozattal. Elődeivel ellentétben az utastér kidolgozott, kétüléses kivitelű volt, összecsukható vászon tetővel. A hátsó plató váza fából készült, amely képes volt 20 katonát vagy 2000 kg rakományt szállítani.
Üzemanyag kapacitása: 100 l